# Simon et Simon
Simon et Simon (Simon & Simon) est une série télévisée policière américaine en 157 épisodes de 48 minutes, créée par Phillip DeGuere et diffusée entre le 24 novembre 1981 et le 21 janvier 1989 sur le réseau CBS.
En France, la série a été diffusée à partir du 8 mai 1983 sur Antenne 2 et à partir de 1991 sur La Cinq.

## Synopsis
Les frères Simon possèdent une agence de détectives privés. L'un est bon chic bon genre tandis que l'autre est un vrai casse-cou.

## Distribution
- Gerald McRaney (VF : Pierre Hatet et Sady Rebbot en alternance) : Rick Simon
- Jameson Parker (VF : Guy Chapellier) : Andrew Jackson "A.J." Simon
- Mary Carver : Cecila Simon
- Eddie Barth (en) (VF : Albert Augier en alternance) : Myron Fowler (saisons 1 et 2)
- Jeannie Wilson (VF : Sylvie Feit et Catherine Lafond en alternance) : Janet Fowler (saisons 1 à 3)
- Tim Reid : Marcel "Downtown" Brown (saisons 3 à 7)
- Joan McMurtrey : Abigail Marsh (saisons 8 et 9)

### Invités
- Peter Graves (VF : Jean-Louis Maury) : Wade Christian (saison 1, épisode 1)
- Markie Post (VF : Catherine Lafond) : Carolyn Perry (saison 1, épisode 1)
- Sharon Acker : Helena Christian (saison 1, épisode 1)
- Richard Yniguez (VF : José Luccioni) : Chuy (saison 1, épisode 1)
- Bert Rosario (VF : Serge Lhorca) : Enriquez (saison 1, épisode 1)
- Liberty Godshall : Christy Huggins (saison 1, épisode 2)
- Henry Darrow (VF : Jean-Claude Robbe) : Manuel Fernandez (saison 1, épisode 2)
- Ian Patrick Williams (VF : Éric Etcheverry) : Robin Davis (saison 1, épisode 2)
- Howard Witt (VF : Roger Rudel) : Joey Marcotte (saison 1, épisode 2)
- Jack Lucarelli (VF : Patrick Borg) : Stony (saison 1, épisode 2)
- James Whitmore Jr. (VF : Francis Lax) : Paul Scully (saison 1, épisode 3)
- Robbie Rist : Terry McDaniels (saison 1, épisode 3)
- Jenny O'Hara : Ann McDaniels (saison 1, épisode 3)
- Taylor Lacher (VF : Roger Rudel) : Steve Gaines (saison 1, épisode 4)
- Robin Ignico : Irene Gaines (saison 1, épisode 4)
- Michael Ansara (VF : Michel Barbey) : Bill Waller (saison 1, épisode 4)
- Wayne Grace (VF : Jean-Claude Robbe) : Jack (saison 1, épisode 4)
- Darleen Carr : Dr. Sandy Sawyer (saison 1, épisode 5)
- Nicolas Coster (VF : Jean-Claude Robbe) : Derek Frye (saison 1, épisode 5)
- Kenneth Mars (VF : Jacques Dynam) : Ben Dodge (saison 1, épisode 6)
- Wendy Girard (VF : Marie-Christine Darah) : Andrea Viorst (saison 1, épisode 6)
- William Boyett (VF : Roger Rudel) : Harrison (saison 1, épisode 6)
- Morgan Woodward (VF : Jean-Henri Chambois) : Jim-Bob Raymond (saison 1, épisode 7)
- Katherine Moffat : Dianne Pierce (saison 1, épisode 7)
- Joey Travolta (VF : Claude Rollet) : Rick Brewster (saison 1, épisode 7)
- Bob Hoy (VF : Albert Augier) : Muir (saison 1, épisode 7)
- Roy Jenson (VF : Mario Santini) : Nelson (saison 1, épisode 7)
- Belinda Montgomery (VF : Dominique MacAvoy) : Laura Steubens Dennison (saison 1, épisode 8)
- Alex Rocco (VF : Jean-Louis Maury) : L'agent Hank Galante (saison 1, épisode 8)
- John Schuck (VF : Pierre Garin) : L'agent de l'IRS Frank Campbell (saison 1, épisode 9)
- Jerry Stiller (VF : Jean-Louis Maury) : Harold Traxler (saison 1, épisode 9)
- Lisa Eilbacher (VF : Catherine Lafond) : Stacey Wheeler (saison 1, épisode 10)
- David Goss (VF : Michel Le Royer) : Ken Fielding (saison 1, épisode 10)
- Charles Cioffi (VF : Roger Rudel) : Miller Hampton (saison 1, épisode 10)
- Tom Selleck (VF : Francis Lax) : Thomas Magnum (saison 2, épisode 1)
- John Hillerman (VF : Jacques Ebner) : Jonathan Higgins (saison 2, épisode 1)

## Épisodes

### Première saison (1981-1982)
1. Les Pots de vin (Details at Eleven)
2. Amour, Délice et Porsche (Love, Christy)
3. Un gamin très astucieux (Trapdoors)
4. Des catastrophes prévisibles (A Recipe for Disaster)
5. Un zoo en péril (The Least Dangerous Game)
6. Accusé de réception (The Dead Letter File)
7. Un ticket pour l'idole (The Hottest Ticket in Town)
8. Fausse Identité (Ashes to Ashes, and None Too Soon)
9. Un mauvais fonctionnaire (The Uncivil Servant)
10. Coup de foudre sous contrat (Earth to Stacey)
11. Un divorce ou deux (Double Entry)
12. Question de confiance (Matchmaker)
13. Les Bons Vieux Tanks (Tanks for the Memories)

### Deuxième saison (1982-1983)
1. La Fille aux émeraudes (Emeralds Are Not a Girl's Best Friend) (Fin du cross-over avec la série Magnum, saison 3, épisode 3)
2. Mike et Pat (Mike & Pat)
3. Au cœur de l'angoisse (Guessing Game)
4. Le Trésor de l'amiral (Art for Arthur's Sake)
5. ''Question d'assurance (The Ten Thousand Dollar Deductible)
6. La Règle du jeu (Rough Rider Rides Again)
7. Prémonition (Sometimes Dreams Come True)
8. Quatre ans après (The Last Time I Saw Michael)
9. Jeux de mains, jeux de vilains (Fowl Play)
10. Apparences trompeuses (Thin Air)
11. Entre les lignes (Murder Between the Lines)
12. Les Bienfaits du sport (Psyched Out)
13. La Chasse aux sorcières - 1re partie (Pirate's Key: Part 1)
14. La Chasse aux sorcières - 2e partie (Pirate's Key: Part 2)
15. Un gros poisson (The Club Murder Vacation)
16. Un simple jeu (It's Only a Game)
17. La Collection (Design for Killing)
18. La Liste (The List)
19. Le Fantôme de l'enfer (What's in a Gnome?)
20. Cadillac et Chinoiseries (The Secret of the Chrome Eagle)
21. Chambre 3502 (Room 3502)
22. Le Grand Jeu (Red Dog Blues)
23. Secret de famille (The Skeleton Who Came Out of the Closet)

### Troisième saison (1983-1984)
1. Magie mortelle (Grand Illusion)
2. Mort soudaine d'un disc-jockey (D.J., D.O.A.)
3. J'ai entendu dire qu'il était Assassiner (I Heard It Was Murder)
4. Bail Out (Bail Out)
5. Alibi volant (Fly the Alibi Skies) (Cross-over avec la série Les Petits Génies)
6. L'Ombre de Sam Penny (Shadow of Sam Penny)
7. Cache-Cache (Caught Between the Devil and the Deep Blue Sea)
8. La Vérité toute nue (The Bare Facts)
9. Sacré Walter (Too Much of a Good Thing)
10. Betty Grable vole à nouveau (Betty Grable Flies Again)
11. Bon Voyage, Alonso (Bon Voyage, Alonso)
12. Jeux dangereux (All Your Favorite Games)
13. Amnésie préméditée (John Doe)
14. Cœur brisé (Dear Lovesick)
15. Liens de pur-sang (Bloodlines)
16. Double Jeu (Heels and Toes)
17. Matériel officiant (The Wrong Stuff)
18. Sosie (Double Play)
19. Sous la lame du scalpel (Under the Knife)
20. Bagarre dans Chinatown (Harm's Way)
21. Dilinger est de retour (The Dillinger Print)
22. Le Corps du délit (Corpus Delecti)
23. Où est passé Harry ? (The Disappearance of Harry the Hat)

### Quatrième saison (1984-1985)
1. Paris sera toujours Paris - 1re partie (C'est Simon: Part 1)
2. Paris sera toujours Paris - 2e partie (C'est Simon: Part 2)
3. Un peu de sang dans le vin (A Little Wine with Murder?)
4. Jumeaux (The Dark Side of the Street)
5. Un parfum de femme (Manna from Heaven)
6. Que le meilleur gagne (What Goes Around Comes Around)
7. Souvenirs… souvenirs (Who Killed the Sixties?)
8. Cabotinage (Break a Leg, Darling)
9. La BD qui tue (Almost Completely Out of Circulation)
10. Notre belle ville (Our Fair City)
11. Couverture totale (Deep Cover)
12. L'Oncle du Pacifique (Revolution #9-1/2)
13. Joyeux Noël, Virginia (Yes, Virginia, There Is a Liberace)
14. Drôle de trafic (Almost Foolproof)
15. Entrez le Jaguar (Enter the Jaguar)
16. Simon sans Simon - 1re partie (Simon Without Simon: Part 1)
17. Simon sans Simon - 2e partie (Simon Without Simon: Part 2)
18. Glisser (Slither)
19. La Bande de Mickey Mouse (The Mickey Mouse Mob)
20. Les Pourparlers de maman (Mummy Talks)
21. Marlowe, rentre à la maison (Marlowe, Come Home)
22. L'Extérieur de la ville Brune (Out-of-Town Brown)

### Cinquième saison (1985-1986)
1. L'Amour et/ou le Mariage (Love and/or Marriage)
2. Le Fardeau de la bête (Burden of the Beast)
3. Le Troisième Œil (The Third Eye)
4. L'Express Enchilada (The Enchilada Express)
5. Le Crâne de Nostradamus (The Skull of Nostradamus)
6. Avez-vous étreint votre détective privé aujourd'hui ? (Have You Hugged Your Private Detective Today?)
7. Réunion à Alcatraz (Reunion at Alcatraz)
8. Down-Home Country Blues (Down-Home Country Blues)
9. Quint est Out (Quint Is Out)
10. Le Long Parcours dans mon chapeau (Walk a Mile in My Hat)
11. Facettes (Facets)
12. Lever du soleil à Camp Apollo (Sunrise at Camp Apollo)
13. The Blue Chip Stomp (The Blue Chip Stomp)
14. Quelque chose pour Sarah (Something for Sarah)
15. Mobile Home of the Brave (Mobile Home of the Brave)
16. Prévisions de famille (Family Forecast)
17. Une obsession significative (A Significant Obsession)
18. Pour les gens (For the People)
19. Full Moon Blues (Full Moon Blues)
20. L'Œil de l'Observateur (Eye of the Beholder)
21. D-I-V-O-R-C-E (D-I-V-O-R-C-E)
22. L'Acte cinq (Act Five)
23. La Dernière Harangue (The Last Harangue)
24. La pomme ne tombe jamais loin de l'arbre (The Apple Doesn't Fall Far from the Tree)

### Sixième saison (1986-1987)
1. Compétition - Qui en a besoin ? (Competition: Who Needs It?)
2. A.W.O.L. (A.W.O.L.)
3. Toujours Phil après toutes ces années (Still Phil After All These Years)
4. Le Flic qui vient dîner (The Cop Who Came to Dinner)
5. Trésor (Treasure)
6. Le Dernier à abattre (The Last Big Break)
7. The Rookie (The Rookie)
8. Tel père, tel fils (Like Father, Like Son)
9. Le Cas de Don Diablo (The Case of Don Diablo)
10. Mme Simon et Mme Simon (Mrs. Simon & Mrs. Simon)
11. Juste parce que je suis paranoïaque (Just Because I'm Paranoid…)
12. Tonsillitis (Tonsillitis)
13. Mort en eau profonde (Deep Water Death)
14. For Old Crime's Sake (For Old Crime's Sake)
15. Opposites Attack (Opposites Attack)
16. Le Voyeur (Judgement Call)
17. Tanner, le privé  (Tanner, P.I. for Hire)
18. Les Échos du passé (Ancient Echoes)
19. Simon 007 (Second-Story Simons)
20. Psychothérapie de groupe (I Thought the War Was Over)
21. La Femme perdue (Lost Lady)
22. La Rage de marcher (Walking Point)

### Septième saison (1987-1988)
1. Le Nouveau Flic (New Cop in Town)
2. Rick et Kristy (Desperately Seeking Dacody)
3. Détective en herbe (You, Too, Can Be a Detective)
4. Le Mauvais Père (Shadows)
5. Ceux qu’on n’oublie pas (Second Swell)
6. Le Sauvetage de Mary Jane (Forever Hold Your Piece)
7. Le Tigre (Tale of the Tiger)
8. Escadrons de la mort (Nuevo Salvador)
9. Betty la furie (Bad Betty)
10. Épopée mexicaine (Baja, Humbug)
11. Les Trois Vies du docteur Bryson (A Firm Grasp of Reality)
12. Le Frère prodigue (Ties That Bind)
13. Abigaïl et le Craque (Little Boy Dead)
14. Cécilia (Sudden Storm)
15. Promoteur (Something Special)
16. Notre père, ce héros (May the Road Rise Up)

### Huitième saison (1988-1989)
1. Juge et Parti (Beauty and Deceased)
2. Associés (Simon & Simon and Associates)
3. Partie de cache-cache (Zen and the Art of the Split-Finger Fastball)
4. Robin et Marianne (The Merry Adventures of Robert Hood)
5. Un être abject (Ain't Gonna Get It from Me, Jack)
6. Histoire d'amour (Love Song of Abigail Marsh)
7. Simon et Simon Jr (Simon & Simon Jr.)
8. Le Masque du danger (Cloak of Danger)
9. Plus dure est la chute (The Richer They Are the Harder They Fall)
10. Flash back (Play It Again, Simon)
11. Délit d'initié (First, Let's Kill All the Lawyers)
12. Meurtre en direct (Photo Finished)
13. Une femme romantique (Simon Says 'Good-Bye')

## Téléfilm
- 1995 : In Trouble Again

Quelques années ont passé. A.J. est à présent marié et travaille à Seattle comme avocat. Rick est chargé de livrer un luxueux yacht et s'arrête lui rendre visite. Les ennuis commencent quand le bateau est détourné, avec leur maman "Cecilia" à bord.

## DVD
Universal sort en France la saison 1 en coffret 3 DVD le 27 mars 2012
~ Audio : Français - 2.0 mono d'origine
~ Sous-titres: Aucun
~ 4/3 - 1.33:1 PAL

## Commentaire
- Il devait y avoir une saison 9 mais elle a été annulée, le titre du premier épisode de la saison 9 devait s'intituler Precious Cargo
- Dans la série Magnum (saison 3, épisode Le Dieu poison) les deux frères Simon enquêtent avec Magnum - Dans Simon & Simon (saison 2 épisode La Fille aux émeraudes) Magnum et Higgins aident les frères Simon - La Fille aux émeraudes est la suite de l'épisode Le Dieu poison - Dans les coffrets DVD de Magnum, cet épisode ne s'y trouve pas, alors que lorsque, dans la série Arabesque, Jessica Fletcher (Angela Lansbury) se rend à Hawai pour aider Thomas Magnum emprisonné, accusé de meurtre, cet épisode est bien présent dans le coffret de DVD d'Arabesque saison 3, c'est pourtant un épisode de Magnum.
- Dans la série Whiz Kids (Les Petits Génies), Jameson Parker fait une apparition dans son rôle du détective A.J. Simon pour résoudre une enquête[1].